# 귀뮈샤네주

귀뮈샤네주의 위치

귀뮈샤네주(튀르키예어: Gümüşhane ili)는 튀르키예 북부에 위치한 주로, 흑해 지역에 속한다. 주도는 귀뮈샤네이며 면적은 6,575km2, 인구는 191,474명(2007년 기준), 자동차 번호는 29번, 시외전화 지역번호는 0406번이다. 동쪽으로는 바이부르트주, 북쪽으로는 트라브존주, 서쪽으로는 기레순주, 에르진잔주와 접하며 6개 군을 관할한다.
주 이름은 튀르키예어로 "은의 집"을 뜻한다. 역사적으로 은과 구리 광업을 통해 부를 누린 도시가 있었고 이들 광물은 트라브존으로 수출되었다.